# Kolkmannhaus

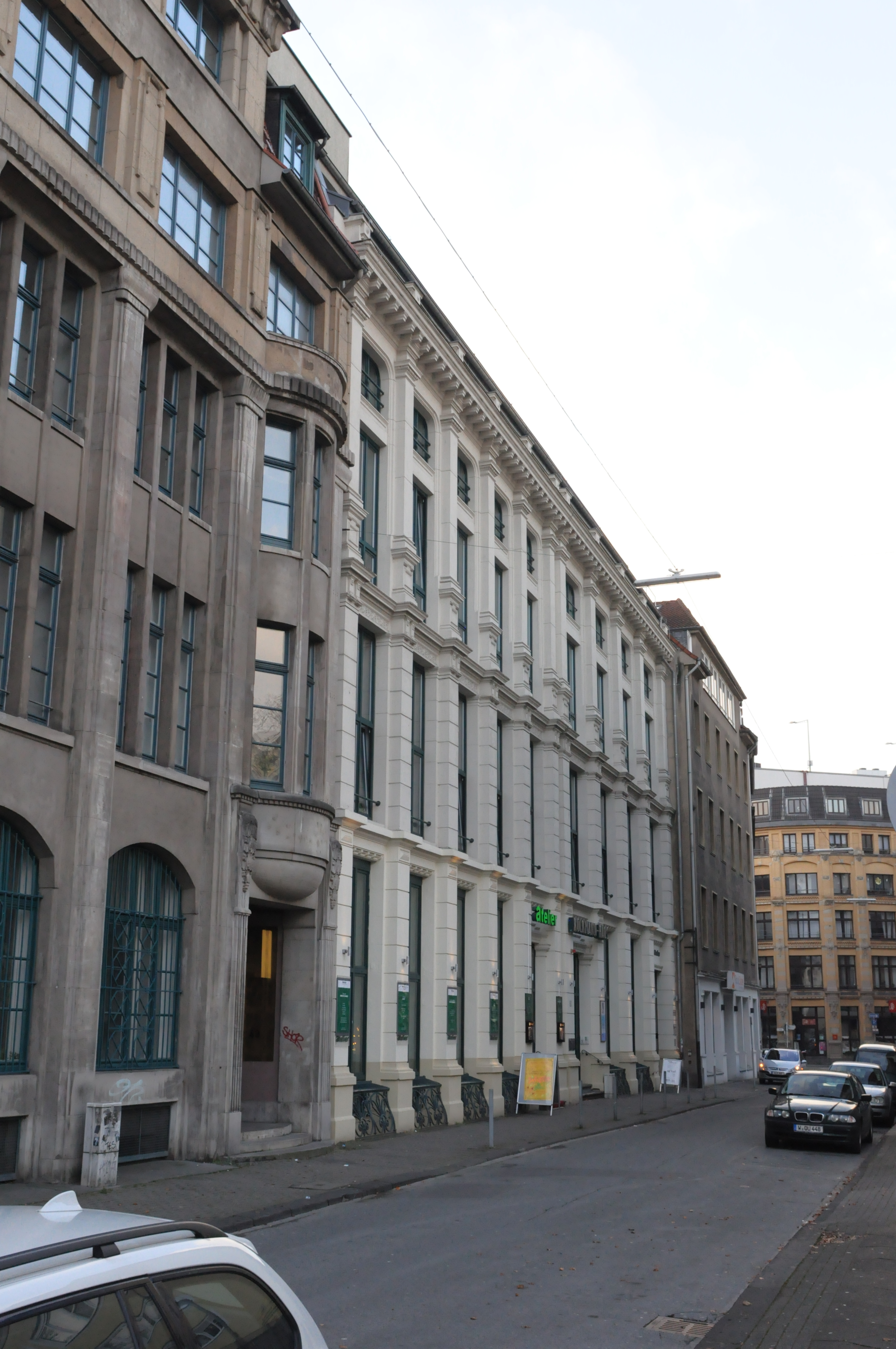
Kolkmannhaus (2014)

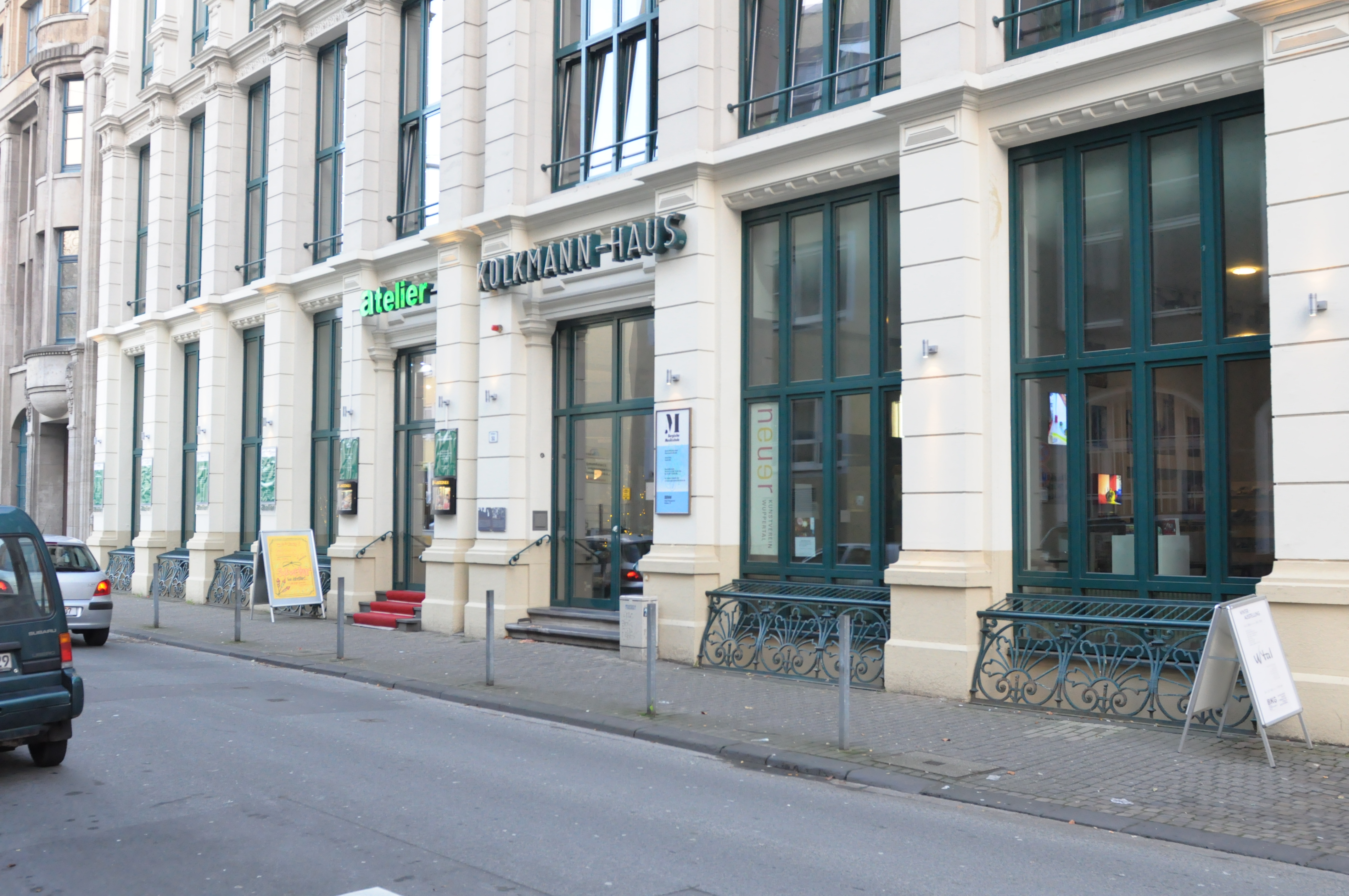
Kolkmannhaus (2014)

Das Kolkmannhaus ist ein ehemaliges Geschäftshaus bzw. Kaufhaus in Wuppertal-Elberfeld, das heute als Bürogebäude genutzt wird. Es ist das bekannteste Gründerzentrum der Stadt.

## Geschichte
Das Gebäude Hofaue 51/53 in der Elberfelder Straße Hofaue, einer ehemals wichtigen Geschäftsstraße in der Textilgeschichte Wuppertals, wurde 1898 errichtet und beherbergte damals bedeutende Textilhandelsunternehmen. Im vorderen Teil des Gebäudekomplexes befanden sich Manufakturwaren-, Kurzwaren- und Stoffhandlungen, im hinteren Teil wurde in Gardinen- und Bekleidungsfabriken geschneidert und gewebt.
In den 1920er Jahren war unter dem Inhaber Max (Maximilian) Lohmann von 1920 bis 1933 eine Antiquitäten- und Kunsthandlung im Gebäude untergebracht, so dass es auch als Lohmannhaus bekannt war. 1950 erwarb der Spitzenfabrikant Otto Kolkmann das Gebäude, nach dem es heute benannt ist.
Das dreigeschossige Geschäftshaus wurde in Skelettbauweise errichtet und besitzt eine historistische Fassade. Am 30. Juli 1984 wurde das Kolkmannhaus unter Denkmalschutz gestellt und in die Denkmalliste der Stadt Wuppertal eingetragen. Der Schutzumfang beschränkt sich allerdings auf das Äußere des Gebäudes.
Anfang der 1990er Jahre erwarb das Gebäudemanagement der Stadt Wuppertal das Gebäude und vermietet es seitdem (nach einer größeren Renovierung, die bis 1999 erfolgte).

## Heutige Nutzung
Das Kolkmannhaus ist heute eine Station der Route Textil im Wuppertal und ein kulturelles Gründerzentrum. Es ist Sitz der Bergischen Musikschule, des Neuen Kunstvereins Wuppertal (ursprünglich Galerie im Kolkmannhaus) und eines Restaurants im Erdgeschoss. Ferner sind das Institut für Kunst und Design der Bergischen Universität Wuppertal und das MipsHAUS-Institut hier beheimatet.